# 린미 철로
린미 철로(중국어: 林密铁路)는 중국 헤이룽장성 자무쓰시와 지시시 간을 잇는 국유[철도]]이다. 서쪽의 투자 철로 린커우 역에서 동쪽의 미산시 미산 역까지 이어진다. 전장 170.9km로, 현재 미둥 철로와 합쳐서 린둥선(林东线)이라고 한다.

## 역사
1934년 당국은 서쪽의 린커우 역부터, 동쪽의 우쑤리강 유역의 후터우까지 총 335.7 km의 “린후 철로(林虎铁路)” 건설을 시작했다. 미산(密山)을 경계로 하여 린미(林密), 미후(密虎)의 두 구간으로 나누어 건설했다.
1구간인 림커우~미산 철도는 당시 선로 길이 172.2km로 설계되었다. 1934년 1월 9일부터 3월 25일까지 측량을 실시하였고, 1934년 5월 4개 공역으로 나누어 공사를 시작하여, 1935년 12월 15일 토건공사를 완료하였다. 1935년 4월 22일 린커우에서 미산까지 철도가 건설되었다. 1935년 7월 말에는 지시(鸡西)까지, 1935년 9월 11일에는 미산까지 철로가 건설되었다. 1935년 12월 15일 시험영업을 하고 1936년 7월 1일에 정식으로 운영되었다. 지시에서 생산한 석탄은 린커우, 무단장(牡丹江)을 통해 출하된다.
1939년 4월 지시와 미산 간의 복선을 짓기 시작하여, 1941년 9월 지시 서역(西鸡西站)~미산 역 구간 복선이 조성되어, 1942년 3월에 운영되었다. 1945년, 지식-미산 간의 복선이 철거되고, 지시-지시 서역 간의 4.1km 복선만 남겨두었다.
1946년 9월 린미선 개통으로 무단장 철로국(牡丹江铁路局)은 지닝현(鸡宁县)에 기관인 지시 철도사무소(鸡西铁路办事处)를 설치해 각 역의 수송생산을 지휘하였다.
1959년 6월에는 린커우에서 디다오(滴道)까지 66.6km의 복선을 착공하였으나, 공사를 끝내지 못하고, 1961년 공사를 중단했다.
1964년 9월 핑양 역(平阳站)이 지둥 역(鸡东站)으로 바뀌었다
1980년 9월, 지시철로지구(鸡西铁路地区)의 운수생산지휘부(运输生产指挥部)가 설치되었다. 1985년까지 지시철로지구 운수생산지휘부 산하에는 3개의 이등역(지시 역, 시지시 역, 헝산 역)과, 6종류의 시설이 있으며, 각각 수도전기공구 1곳, 철도 공안 파출소 4곳, 직원 자제 중학교 2곳, 직원 자제 소학교 3곳, 철도병원 1곳, 삼림 1곳이 있다.
1985년 하얼빈 철도국에 따라 린미 철로의 복선 건설이 재개되었고, 1992년 완공되었다.

## 기술
린미 철로에는 3개의 교량이 있으며, 각각 양무허(杨木河), 제1 무링허(第一穆棱河) 제2 무링허(第二穆棱河)에 위치하며, 총길이는 1066 m이다. 그리고 길이 710 m의 양무 터널(杨木隧道)이 있다.

## 같이 보기
- 투자 철로
- 쑤이자 철로
- 청지 철로
- 헝산 철로
- 미둥 철로